# SMPlayer
Smplayer是一个基于Qt库，用Mplayer作为后端的媒体播放器。虽然是Qt程序，但是在Gnome下兼容良好。
SMPlayer有一个特色功能是它能记住你播放任何文件时候的设置。

## 功能
- 播放过的文件设置与播放位置记忆
- 音频和视频滤波器、均衡器
- 变速播放
- 播放列表
- 自定义字幕，可通过互联网获取字幕
- 广播
- 电视[4]
- YouTube 浏览器
- 面板
- 30 多种语言的本地化[5]

## 套件

### Windows 系統
在 0.6.7 版本, SMPlayer 是利用 NSIS 分发而生成安装 (之前是 Inno Setup)。 安装程序能够在安装过程中下载和安装最新的 MPlayer 和 MPlayer 代码包， 当然也提供了可离线安装的 MPlayer 安装程序。

### Unix-like 系統
由于 SMPlayer 是在 MPlayer 的基础上基于 Qt 构建的，这使得它可移植性很强，MPlayer 和 Qt 所有的主流系统上可用了。在没有移植到的系统上，也可以通过其他 Unix 和 Linux 上的 binary compatibility 来运行程序。
除了 Windows 版本，官方还提供了 Ubuntu 的二进制版本。很多发行版在它们的软件库中提供了 SMPlayer 软件包。
对于 FreeBSD，SMPlayer is available for installation from source via the ports tree and also available as binary packages for most major FreeBSD releases.
对于 FreeBSD，SMPlayer 可以通过 ports tree 从源码安装， 大多数主流 FreeBSD 发行版也提供了二进制版本。
OpenBSD 也在 ports collection 提供了二进制版本。
不过 SMPlayer 不提供 NetBSD 和 DragonFly BSD的版本， 无论是二进制版本还是在 pkgsrc。但是， NetBSD 能够轻易运行 FreeBSD 二进制版本。

## 衍生
- UMPlayer（页面存档备份，存于）：为扩展SMPlayer的功能，它整合了SHOUTcast串流并正确支援了Mac OS X。[7][8][9]

- SMPlayer2：一个临时性的分支——为了在mplayer2引入新的IPC机制之前支持mplayer2用户。